# Scoppito
Scoppito település Olaszországban, Abruzzo régióban, L’Aquila megyében. Lakosainak száma 3740 fő (2023. január 1.). Scoppito Antrodoco, Fiamignano, L’Aquila és Tornimparte községekkel határos.

## Népesség
A település lakossága az elmúlt években az alábbi módon változott:
| Lakosok száma | 3730 | 3805 | 3740 |
|               | 2017 | 2018 | 2023 |